# Dennis Bo Jensen
Dennis Bo Jensen (11. januar 1987) er en dansk klubtræner for det danske U-18 landshold.
Han har tidligere været træner Lemvig-Thyborøn Håndbold i landets bedste række Herrehåndboldligaen fra 2021 til 2024.
Han har tidligere været cheftræner for dameholdet i Ajax København fra 2017 til 2021.
Han skulle oprindeligt agere som assistenttræner i klubben for Jesper Matthiesen. Klubbens damehold var netop lige rykket op i Damehåndboldligaen i sæsonen 2017-18. Matthiesen valgte dog at fratræde rollen som cheftræner, og dermed overtog Jensen cheftrænerposten for resten af sæsonen.
I sæsonerne efter oprykningen lykkedes det Dennis Bo Jensen at gøre Ajax København til et etableret ligahold. I 2020 meddelte Dennis Bo Jensen, at han stoppede i Ajax efter sæsonen. I februar 2021 kom det frem, at Dennis Bo Jensen fra sæsonen 2021/22 tiltrådte rollen som cheftræner for herreholdet Lemvig-Thyborøn Håndbold. I 2020-2021 sæsonen blev han udnævnt til årets træner i kvindeligaen.